# エトワールセト号
エトワールセト号（エトワールセトごう）は、東京都新宿区と広島県福山市・府中市・尾道市・三原市を結ぶ夜行高速バス路線である。
全便予約指定制。
新型コロナウイルス感染拡大に伴う需要低迷や、乗務員不足により事実上の多客期限定運行となっている。
運休と期間限定での運行再開を繰り返しており、2024年1月7日から運休中である。

## 運行会社
- 小田急ハイウェイバス
  - 世田谷営業所が夜行0.5往復を担当。
- 中国バス
  - 尾道営業所が夜行0.5往復を担当。

## 停車停留所
ハイアットリージェンシー東京前 - 新宿駅西口・新宿南口（バスタ新宿） - 広尾 - 福山駅前 - 新市大橋 - 中国バス府中営業所（目崎車庫） - クロスロードみつぎ - 中国バス尾道営業所（三成） - 尾道駅前 - 三原駅前
※三原行は足柄SA、新宿行は龍野西SAで両社とも開放休憩を行う。

## 運行経路
東京都新宿区内 - 渋谷区内 - 初台南出入口 - 首都高速中央環状線（山手トンネル） - 首都高速3号渋谷線 - 東名高速道路 - 名神高速道路 - 中国自動車道 - 山陽自動車道 - 福山東IC - 国道182号 - 国道2号 - 福山市内 - 国道313号 - 広島県道391号加茂福山線 - 国道486号 - 府中市内 - 国道486号 - 国道184号 - 尾道市内 - 国道2号 - 三原市内

## 歴史
- 1989年（平成元年）4月20日 - 小田急バス（現・小田急ハイウェイバス）・中国バスの2社により運行開始[1]。
- 2000年（平成12年）8月1日[要出典] - 分社化により、小田急バス担当便が小田急シティバスへ移管。
- 2006年（平成18年）12月22日 - 旧・中国バスの事業廃止により、同社担当便を新・中国バス（両備ホールディングスの100%子会社）へ移管。
- 2016年（平成28年）4月4日 - ダイヤ改正実施。東京側停車地に新宿南口（バスタ新宿）を追加。
- 2020年（令和2年）4月7日 - 新型コロナウイルス感染拡大の影響により、この日の出発便から当面の間運休[2][3]。
- 2021年（令和3年）4月30日 - 平成大学停留所を廃止。
- 2022年（令和4年）1月1日 - 会社統合により、小田急シティバス担当便が小田急ハイウェイバスへ移管。
- 2023年（令和5年）8月29日 - この日から当面の間運休[4]。同年12月28日から中国バス担当便のみ期間限定で運行再開。
- 2024年（令和6年）1月6日 - この日の出発便から当面の間運休[5]。

## 車両
基本的に両社とも3列シート・トイレ付きのスーパーハイデッカー車で運行。2019年6月30日までは両社ともコーヒー、お茶、おしぼりなどのサービスがあった（ただし、おしぼり配布サービスは継続）。
多客期の続行便は、小田急ハイウェイバスは3列シート・トイレ付きのスーパーハイデッカー車もしくは方向幕・バスジャック灯装備の4列シート車が使用される。中国バスは3列シート・トイレ付きのハイデッカー車や、4列シート装備の一般貸切車（ヒュンダイ・ユニバースや井笠鉄道から引き継いだ三菱ふそう・エアロクイーンなど）などが使用されることが多い。